# Andrei Yakovlev
Andrei Denisovich Yakovlev (tiếng Nga: Андрей Денисович Яковлев; sinh ngày 12 tháng 1 năm 1995) là một cầu thủ bóng đá người Nga. Anh thi đấu cho F.K. Khimki.

## Sự nghiệp câu lạc bộ
Anh ký bản hợp đồng 3 năm cùng với FK Baumit Jablonec vào tháng 6 năm 2015.
Anh có màn ra mắt tại Giải bóng đá chuyên nghiệp quốc gia Nga cho F.K. Zenit-2 Sankt Peterburg vào ngày 30 tháng 4 năm 2015 trong trận đấu với FC Pskov-747.